# Ingrid Visser (bioloog)
Ingrid Visser (Lower Hutt (Wellington), 20 februari 1966) is een Nieuw-Zeelands bioloog, gespecialiseerd in onderzoek van orka's.

## Jeugd en opleiding
Visser is een dochter van Nederlandse immigranten die in de jaren '50 naar Nieuw-Zeeland kwamen. Tussen juni en november 1986 zeilde ze met haar ouders en zus rond de wereld in een jacht van 57 feet (ruim 17 meter).
Visser behaalde haar bachelorgraad aan de Massey-universiteit en haar master en Ph.D. (2000) aan de Auckland-universiteit.

## Wetenschappelijk werk
Sinds 1992 werkt ze met orka's, in het Engels ook wel killer whales genoemd. Sinds 1998 heeft ze een groot aantal onderzoeken gepubliceerd.
Ze schreef artikelen voor verschillende populaire tijdschriften; haar foto's werden onder meer gepubliceerd in National Geographic, BBC Wildlife en New Zealand Geographic. Ze verscheen in verschillende documentaires, zoals Killers I have Known (1998) van Discovery Channel, Untamed & Uncut: Killer Whales Attack a Seal van Animal Planet en Call of the Killer Whale (2005) van Jean-Michel Cousteau
Voor de Nieuw-Zeelandse regering had haar onderzoek een belangrijke rol in de herclassificatie van de mate van bedreiging van de orka's in de regio.
Ze is verder de initiatiefnemer van de Orca Research Trust, de Antarctic Killer Whale Identification Catalogue, Adopt an Orca en medeoprichter van de non-profitorganisatie Punta Norte Orca Research.

## Nederland
Ze geniet in Nederland enige bekendheid vanwege haar inspannigen ten behoeve van de orka Morgan.